# Euptychia monahani
Euptychia monahani is een vlinder uit de onderfamilie Satyrinae van de familie Nymphalidae. De wetenschappelijke naam van de soort is in 1901 voor het eerst geldig gepubliceerd door Weeks. De naam is mogelijk een synoniem van Manerebia cyclopella  Staudinger, 1897.